# ぴあアリーナMM
ぴあアリーナMM（ぴあアリーナエムエム）は、神奈川県横浜市西区みなとみらいにあるアリーナ。恒久施設ではなく定期借地となっており、ぴあ株式会社が定期借地として借り受け運営を行っている。

## 概要
2017年7月、チケット販売業のぴあがみなとみらい地区の38街区（みなとみらい大通り沿い）に4階建て・収容人数1万人規模（着席時）の大型音楽アリーナの計画を公表。佐藤工業の施工で同年12月に着工し、2020年3月に完成した。なお、正式名称決定前の仮称は「ぴあMMアリーナ」。
こけら落とし公演は、当初4月25日に横浜出身のゆずが全国アリーナツアーの一環で行う予定であったが、新型コロナウイルス流行の影響により延期された（他のアーティストの公演についても改正・新型インフルエンザ等対策特別措置法に基づく緊急事態宣言の発令に伴い同様に延期または中止）。その後、情報誌『ぴあ』の創刊日でもある7月10日に開業することを決定、同日にはこけら落とし映像配信（事前収録）としてゆずが『栄光の架橋』を歌唱し、幕開きすることとなった。また、実際に客入れを行った有観客公演としては、錦戸亮のファンミーティング『RYO NISHIKIDO FAN MEETING 2020』（同年8月1日・2日開催）が初となった。
2020年東京オリンピック・パラリンピックに向けて問題となっているアリーナ不足の解消なども当アリーナの建設目的の一つに挙げられている。また、民間企業が単独でアリーナを運営するのは異例（同規模は国内初）。
当アリーナの特徴としては、音楽コンサートをメインとするものの、公演ジャンルについては限定せず、さらにアーティストとの距離感や音響・照明環境の強化に加え、機材搬入の効率化なども考慮した新しいタイプの音楽アリーナを目指している。そのほか、カフェやラウンジを併設し、アリーナ内での飲食も可能とする。
当アリーナは恒久施設ではなく、三菱地所が所有している土地（暫定施設の中古車センター「日産カーパレス」および「トヨタジョイパーク」跡地）を営業期間約30年間の定期借地としてぴあが借り受けるかたちで運営される。

### 歩行者デッキ
38街区内の隣接地では2021年3月に首都高速道路神奈川局（地上10階建て）が完成しており、横浜銀行本店ビルまで伸びているペデストリアンデッキを同局建物の2階デッキを経由して当アリーナまで延伸し、桜木町駅方面から途切れることなく接続している。また、デッキはみなとみらい駅方面に向けてさらに延伸され、東側の2階では大通りを横断する「みなとみらい大通り2号歩道橋」（2023年1月末開通）が、オフィス・ホテル等が入る複合高層ビル「横浜コネクトスクエア」（37街区、歩道橋の開通と同時期に竣工）の低層部と接続している。

## 飲食設備
詳細は公式サイト内「FOOD & DRINK」を参照。なお、The Blue Bellは公演日以外でも営業しており、2階ペデストリアンデッキ（建物外部）からアクセスすることができる。
- The Blue Bell（2F / カフェダイニング / 毎日11時から20時まで〈不定休〉）
- CLUB 38（3F / 有料ホスピタリティラウンジ / 公演時のみ）[注 3]
- FOODIES STAND（1F - 3F各階 / 売店 / 公演時のみ）

## 交通アクセス
- みなとみらい線
  - 「みなとみらい駅」1番出口より徒歩7分[23]。
  - 「新高島駅」2番出口より徒歩8分[23]。
- JR根岸線および横浜市営地下鉄ブルーライン
  - 「桜木町駅」JR東口（北改札）より徒歩7分[23]。
- JR・私鉄・地下鉄の各線
  - 「横浜駅」東口より徒歩18分[23]。

## ギャラリー

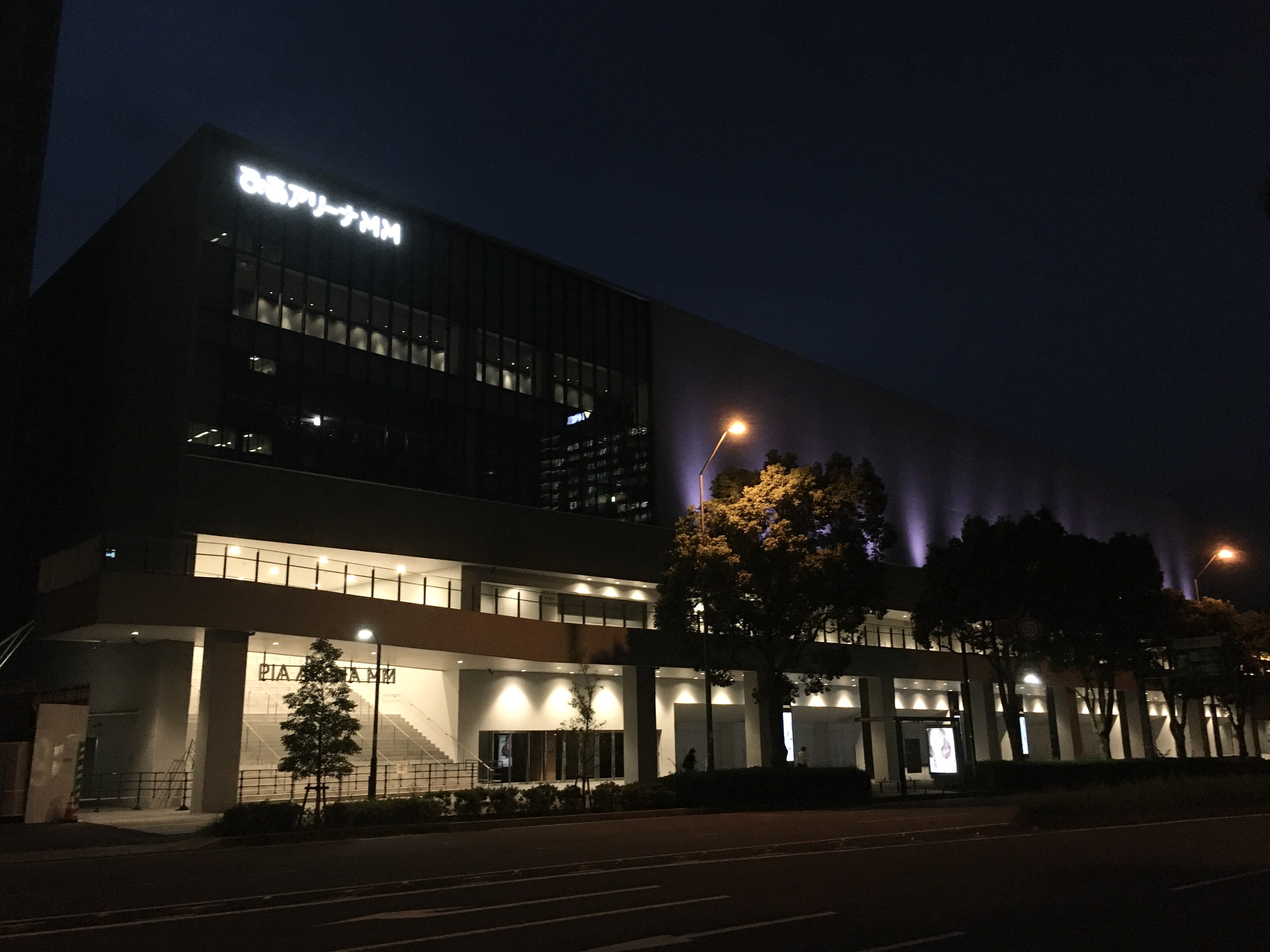
建物の日没後ライトアップ （2020年9月4日）
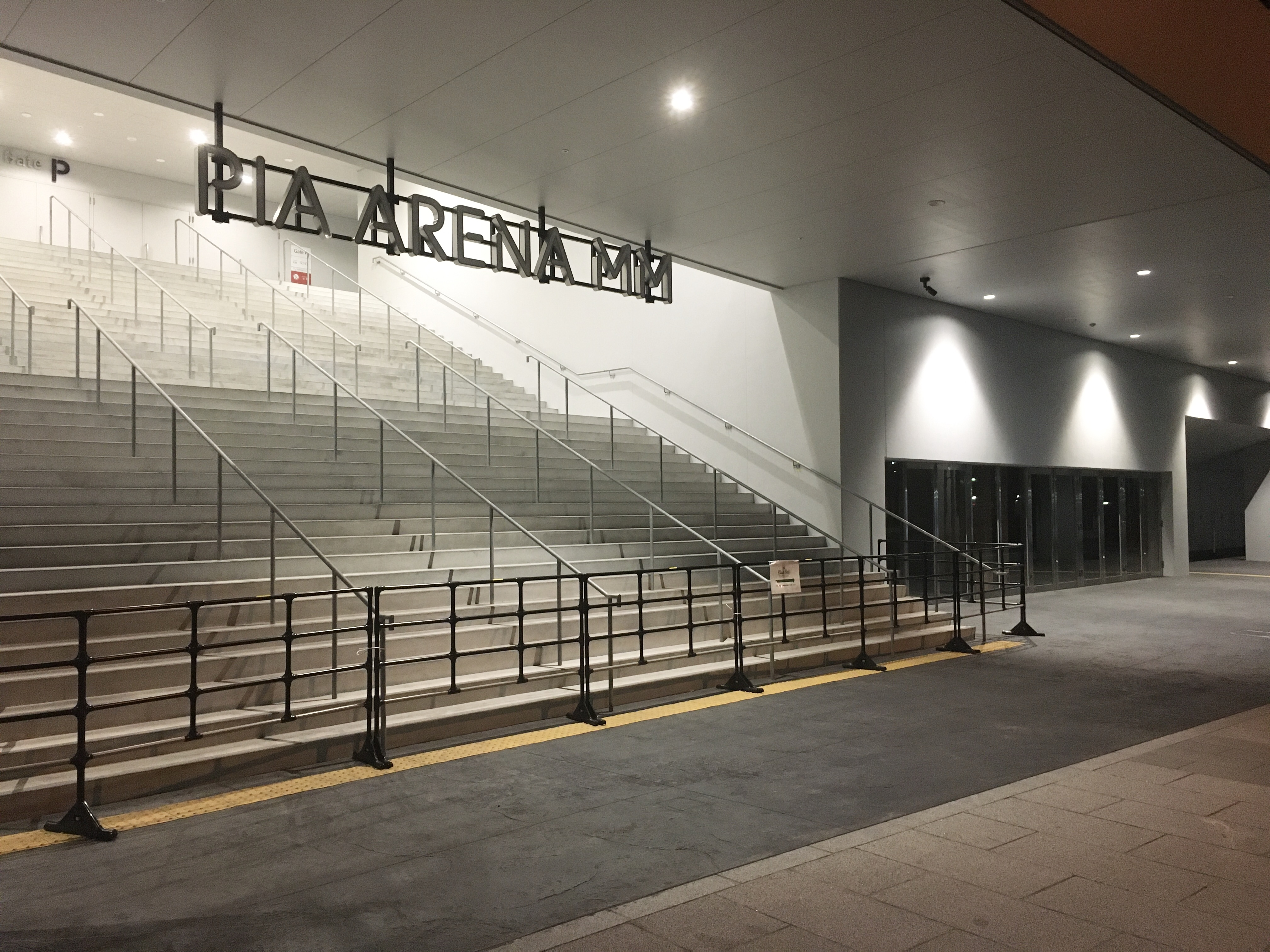
1階外側のゲートP階段付近 （2020年9月4日）
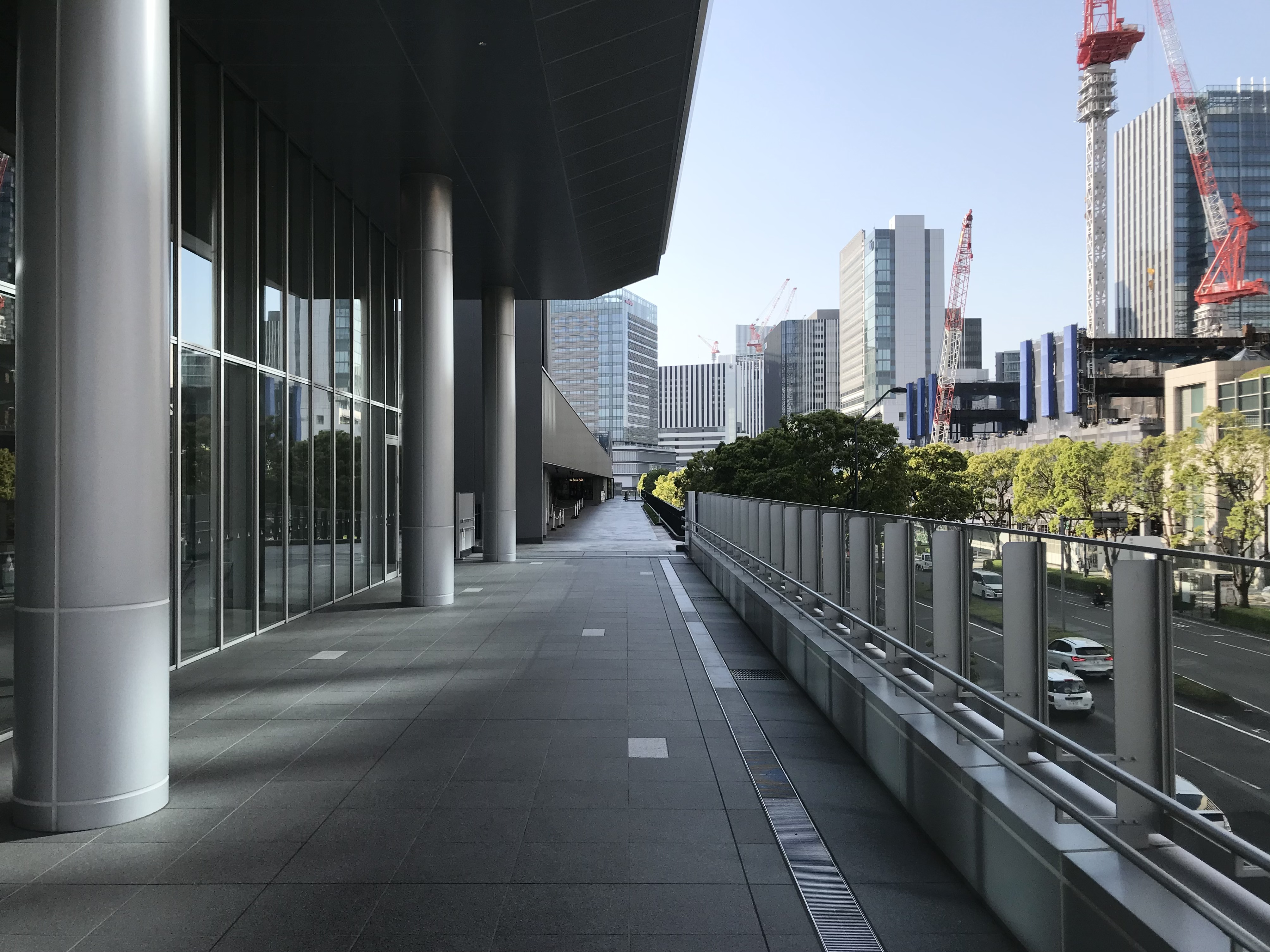
首都高神奈川局の2階デッキは当アリーナと直結している （2021年4月21日）

## 近隣の音楽施設
みなとみらい地区内には当アリーナの他にも以下の施設が所在・あるいは開業予定であり、音楽関連施設の集積が進んでいる。なお、下記の屋内施設以外にも音楽ライブ等を開催できる野外広場があり、様々な音楽フェスが開催されている赤レンガ倉庫（1911年竣工、2街区）前の広場やミュージックテラス（2023年9月開業、60・61街区）、横浜シンフォステージ（2024年開業、53街区）にもイベントスペースが設置されている。
- パシフィコ横浜・国立大ホール（収容人数約5,000席、1994年開業）、展示ホール（最大収容人数約18,000席、1991年開業）
- 横浜みなとみらいホール（大ホール：収容人数2,020席/小ホール：440席、1998年開業）
- ランドマークホール（収容人数510人、音楽コンサートを核とした施設として2018年リニューアル）[24]
- Kアリーナ横浜（収容人数約20,000人、2023年9月開業、60・61街区複合開発）[25][26]
- KT Zepp Yokohama（収容人数約2,000人のライブハウス型ホール、2020年開業、47街区コーエーテクモゲームス本社ビル〈KTビル〉併設）[27]
- 横浜みなとみらいブロンテ (Bronth.LIVE)（収容人数350人のライブハウス、旧ブリリア・ショートショートシアターを改装利用し2019年7月開業）

また、みなとみらい地区周辺には「ビルボードライブ横浜」「1000 CLUB」「YOKOHAMA COAST」などの音楽施設が相次いで開業したほか、コンサートが開催されている屋内施設としては近隣の関内には神奈川県民ホール（大ホール：収容人数2,433席/小ホール：433席）、横浜BUNTAI（収容人数5,000席、2024年開業）、新横浜には最大収容人数約17,000人（客席数11,000席）の横浜アリーナがある。